# Ludwig Felix Brandts Buys

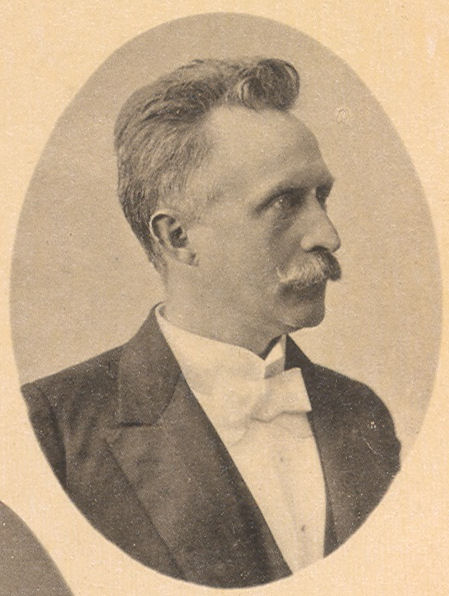
Ludwig Felix Brandts Buys

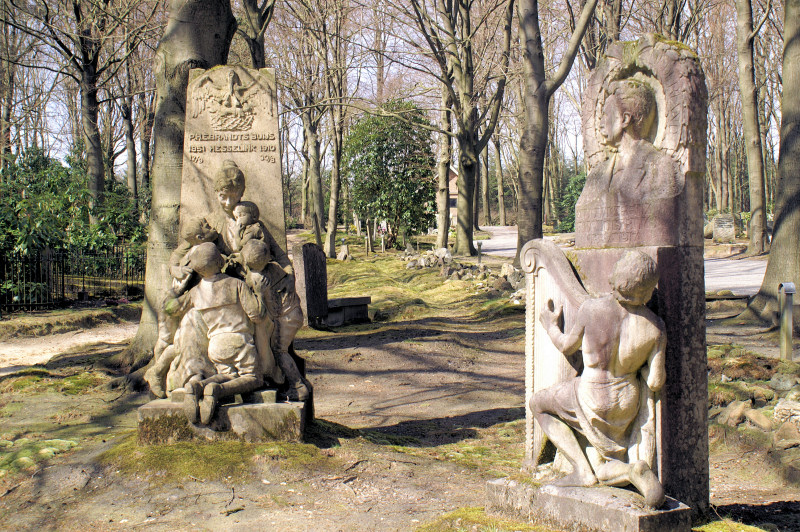
Grafmonoment Ludwig Felix Brandts Buijs, naast dat van zijn vrouw, te Rozendaal.

Ludwig Felix Willem Cornelis Brandts Buijs (Deventer, 20 november 1847 - Velp, 29 juni 1917) was een Nederlandse componist, organist en dirigent uit de befaamde muziekfamilie Brandts Buijs.

## Persoonlijk
Ludwig Felix is de zoon van Cornelis Alijander Brandts Buys en Johanna Wilhelmina Bosch Morison. Hij was de eerste die vernoemd zou worden naar bekende componisten. In zijn geval Ludwig van Beethoven en Felix Mendelssohn, beiden idolen van zijn vader. De familie Brandts Buys is bekend om zijn vele organisten, dirigenten en componisten. Zijn oudere broer Marius Adrianus en zijn jongere broer Henri François Robert kozen ook een dergelijk beroep.
Ludwig Felix trouwde op 18 juni 1877 in Gorssel met Pauline Hendrika Elisabeth Hesselink. Ze kregen vier kinderen, van wie de oudste Johann Sebastian een befaamd etnomusicoloog werd.

## Carrière
Net als zijn broers werd Ludwig Felix door zijn vader opgeleid in de muziek. Hij leerde hen zingen en het bespelen van piano en orgel. Ludwig Felix ontving vioollessen van de violist Frans Stroober. Hij bracht zijn spel vaak openbaar ten gehore bij de concerten van zijn broer Marius, bij wie hij in de periode van 1868 tot 1874 in huis woonde. In die tijd viel hij vaak in voor Marius als organist en beiaardier. Toen Marius in 1873 het Toonkunstkoor te Zutphen oprichtte, kon hijzelf niet optreden als dirigent vanwege ziekte. Ludwig Felix viel in als eerste dirigent van dit nieuwe koor.
In 1874 vertrok Ludwig Felix naar Rotterdam en werd daar organist in de Waalse kerk. Nationale bekendheid kreeg hij als dirigent van het Liedertafel Rotte's Mannenkoor, dat hij van 1874 tot 1891 dirigeerde. Daarnaast was hij dirigent van gemengd koor Euphonia en van 1877 tot 1899 ook van het Toonkunstkoor van Schiedam. In 1883 werd hij zangleraar aan de Rotterdamse Toonkunst muziekschool, waar hij later ook orgelleraar werd. In 1907 verhuisde hij naar Velp waarna hij het toonkunstkoor van Zutphen van 1909 tot 1912 weer zou leiden.
Zijn bekendste compositie is Mijne Moedertaal uit 1874. Zijn lied Naastenliefde, met de beginregel 'Laat af van 't strijden, volk'ren, ontaard' (tekstdichter onbekend), werd opgenomen in de populaire liedbundel Kun je nog zingen, zing dan mee.